# Линда Гудмен
Мэри Элис Кемери, известная как Линда Гудман (10 апреля 1925 — 21 октября 1995) — журналистка «Нью-Йорк Таймс», американский астролог и поэтесса.

## Ранние годы
Линда Гудман родилась в городе Моргантаун, Западная Вирджиния. Хотя сама она не раскрывала подробности своего рождения, посмертно выяснилось, что она родилась в 1:56 10 апреля 1925 года. Однако по данным коллектора Франка С. Клиффорда, Линда родилась 9 апреля 1925 года в 6:05. (Клиффорд ссылается на свидетельство о рождении Линды.) Имя её отца было Роберт Страттон Кемери; девичья фамилия её матери была Мази Макби. Она посещала среднюю школу в Паркерсберге, которую окончила в 1943 году в возрасте 18 лет.

## Карьера
Линда Гудман взяла себе имя Линда во время Второй мировой войны: в то время она проводила в Паркерсберге популярное радио-шоу, которое стало называться «Любовные письма от Линды». Каждый выпуск шоу состоял из чтения писем от солдат и их близких и музыкального подарка. Во время работы на радио, она познакомилась со своим вторым мужем, Сэмом О. Гудманом.
Она начала свою писательскую карьеру с заметок для газет с востока и юго-востока Соединенных Штатов. Она также писала речи для Уитни Янга — лидера борцов за гражданские права черных американцев.

## Астрология / Сочинения
Есть мнение, что именно Линде Гудман и беспрецедентному успеху её первой книге по астрологии «Знаки Зодиака» (Sun Signs, 1968) обязан рост популярного в те годы движения «Нью Эйдж». Это был первый трактат по астрологии из когда-либо написанных, который был включен в список бестселлеров Нью-Йорк Таймс. За ним последовала книга «Знаки любви» (1978), которая также вошла в упомянутый список New York Times.
Другие книги Линды Гудман:
Venus Trines at Midnight (1970)
Linda Goodman’s Love Poems (1980)
Linda Goodman’s Star Signs: The Secret Codes of the Universe A Practical Guide for the New Age (1987)
Gooberz (1989)
Linda Goodman’s Relationship Signs (1998)
«Gooberz», начатая в 1967 году, представляет собой поэтическое произведение, пронизанное множеством аллюзий к оккультной литературе и мистической символикой. В нём также просматриваются плохо завуалированные автобиографические мотивы, в частности два её романа: закончившийся браком с Уильямом Снайдером, а также роман с морским биологом Робертом Брюером. Также там отражено и рождение её четверых детей: Салли Снайдер, Билла Снайдера, Джилл Гудман и Майкла Гудмана. Книга рассматривает также вопросы реинкарнации, кармы, любви, и разного рода чудес.